# Benazir Bhutto
Benazir Bhutto (بينظير بھٹو, ur. 21 czerwca 1953 w Karaczi, zm. 27 grudnia 2007 w Rawalpindi) – pakistańska polityk, premier Pakistanu w latach 1988–1990 i 1993–1996.

## Działalność
Była córką obalonego i straconego przez juntę wojskową w 1979 prezydenta Pakistanu Zulfikara Alego Bhutto. W 1982 objęła kierownictwo Pakistańskiej Partii Ludowej (Pakistan People’s Party). W latach 1988–1990 sprawowała funkcję premiera. Po zwycięstwie wyborczym w 1993 ponownie została premierem Pakistanu, pełniąc tę funkcję do 1996. Umiarkowana zwolenniczka prowadzenia przez Pakistan programu atomowego oraz odebrania Indiom Dżammu i Kaszmiru.
Została zdymisjonowana w 1996 ze względu na oskarżenia o korupcję. W 1998 opuściła Pakistan i udała się na emigrację do Dubaju. Do kraju powróciła po dziewięciu latach (w październiku 2007) w związku z wyborami parlamentarnymi w 2008 i jej przewodnictwem w Pakistańskiej Partii Ludowej (PPL).

## Pierwszy zamach
18 października 2007 miał miejsce zamach na jej życie. W pobliżu konwoju, którym jechała przez Karaczi, nastąpiły dwie eksplozje. Bhutto nie została ranna, ale na skutek wybuchów zginęło co najmniej 130 osób, a ponad 200 odniosło obrażenia. 2 listopada udzieliła wywiadu Davidowi Frostowi, korespondentowi stacji Al-Dżazira. Stwierdziła w nim, że Usama ibn Ladin został zamordowany przez Omara Sheikha, agenta służb pakistańskich, który grał kluczową rolę w zamachu 11 września 2001. 27 grudnia 2007 nastąpił drugi, skuteczny zamach na jej życie.

## Zabójstwo
Benazir Bhutto zginęła 27 grudnia 2007 w Rawalpindi. Opuszczała wiec polityczny PPL, kończący kampanię przed zaplanowanymi na styczeń 2008 wyborami parlamentarnymi. Wsiadła do swojego kuloodpornego samochodu i wychyliła się przez otwór w dachu, aby pozdrowić tłumy. W tym momencie zamachowiec organizacji rzekomo powiązanej z Al-Ka’idą oddał 2 strzały w jej kierunku. Chwilę później zdetonował posiadany przy sobie ładunek, zabijając siebie i powodując śmierć ok. 20 innych osób.
Bhutto przewieziono natychmiast do miejscowego szpitala. Zgon stwierdzono o godzinie 18:16 czasu lokalnego (14:16 CET). Pierwsze informacje medialne głosiły, iż Bhutto zginęła na skutek postrzału w szyję i klatkę piersiową. Dzień później, na specjalnie zorganizowanej konferencji Ministerstwa Spraw Wewnętrznych Pakistanu, zaprezentowano film przedstawiający ostatnie chwile życia Benazir Bhutto. Zdementowano informacje, jakoby kobieta zmarła na skutek postrzału w szyję i klatkę piersiową. W ciele Bhutto nie wykryto śladów kul, a ostateczną przyczyną jej zgonu było, wg MSW, pęknięcie czaszki (siłą wybuchu została rzucona na samochód i lewą skronią nadziała się na dźwignię szyberdachu samochodu, do którego wsiadła).
Przyjaciele i współpracownicy Bhutto nie wierzą w oficjalną wersję przedstawioną przez władze. Utrzymują, że Bhutto zmarła wskutek podwójnego postrzału. Farooq Naik, wysoki rangą przedstawiciel PPL, określił wyjaśnienia MSW jako „twierdzenia pozbawione podstaw” oraz jako „stek kłamstw”.

## Życie prywatne
Benazir Bhutto 18 grudnia 1987 poślubiła w Karaczi Asifa Ali Zardariego. W 1988 urodziła jedynego syna Bilawala, a następnie dwie córki: Bakhtwar i Aseefę. Rodzina mieszkała w Dubaju. Syn Bilawal Zardari po śmierci matki zastąpił ją na stanowisku przewodniczącego PPL. Jej mąż 9 września 2008 został prezydentem Pakistanu.
Urodzenie w 1988 Bilawala sprawiło, że Benazir stała się pierwszą (i aż do 2018 i narodzin córki nowozelandzkiej premier Jacindy Ardern, jedyną) kobietą, która urodziła dziecko podczas pełnienia funkcji szefa rządu.
Rodzina Bhutto była obiektem przemocy. Ojca Benazir Bhutto, Zulfikara Ali Bhutto, oskarżono o zabójstwo pakistańskiego polityka, po czym, nakazem sądu wojskowego, w kwietniu 1979 powieszono. Brat, Shahnawaz Bhutto, został zamordowany w niewyjaśnionych okolicznościach we Francji w 1985. Drugi brat, Murtaza Bhutto, został zamordowany w Pakistanie w 1996.